# Giacomo di Sarug
Giacomo di Sarug (o di Serugh) (o Giacobbe, in siriaco ܝܥܩܘܒ ܣܪܘܓܝܐ (Yaʿqûḇ Srûḡāyâ); Kurtam, 451 circa – 29 novembre 521) è stato un vescovo, teologo e scrittore siro, venerato come santo dalla Chiesa cattolica e dalla Chiesa ortodossa siriaca; è anche conosciuto come Giacomo di Osroene o Giacomo di Batne. Il toponimo «Sarug» viene anche trascritto come Sarugh o Serug o Serugh.
Teologo e scrittore, fu uno dei più importanti autori siriaci. Mentre il suo predecessore Efrem fu chiamato "Arpa dello Spirito", Giacomo fu chiamato "Flauto dello Spirito e Arpa della Chiesa credente". È noto in particolare per la sua raccolta di oltre settecento omelie in versi, o mêmrê (ܡܐܡܖ̈ܐ), delle quali soltanto la metà si sono conservate.

## Biografia
Su Giacomo possediamo tre Vite in siriaco: una di Giacobbe di Edessa; una di un certo Giorgio, che sembra sia stato il vescovo Giorgio di Sarug, contemporaneo di Giacobbe; ed una terza anonima. L'opera dello stesso Giacobbe fornisce informazioni sugli ultimi vent'anni della sua vita, ma quasi niente sulle sue origini e i suoi antecedenti.

Giacomo nacque attorno al 451 nel villaggio di Kurtam sull'Eufrate, nella regione di Serugh, oggi Suruç, in provincia di Şanlıurfa, l'antica Edessa, nell'attuale Turchia vicino al confine con la Siria. Suo padre era sacerdote. Il carattere della sua opera fa pensare che avesse ricevuto la propria formazione alla Scuola di Edessa, il che è verosimile, dato che era nato in quella zona. Diede il massimo della propria attività al momento dell'invasione lanciata da Kavadh I, re persiano dei Sasanidi, contro l'Impero Romano d'Oriente nell'ottobre del 502, e della presa di Amida (oggi Diyarbakır) 10 gennaio del 503 dopo tre mesi di assedio e tutti i suoi cittadini furono uccisi o fatti schiavi, il panico colpì l'intera regione e molti progettavano di fuggire a ovest dell'Eufrate. (si veda in proposito la Cronaca di Giosuè lo Stilita redatta qualche anno più tardi, § 50). Nel § 54, Giosuè scrisse: 
 La invasione delle cavallette di cui si parla, raccontata da Giosuè lo Stilita nel § 38, avvenne nel marzo del 500. Un periodeutès, in quell'epoca, è un collaboratore del vescovo che compie il giro dei villaggi per far visita ai preti dei villaggi stessi. La circoscrizione dove esercitava le proprie funzioni era Haura, nella sua regione natia di Sarug.
Verso la fine della sua vita, nel 518/519, Giacomo fu eletto vescovo della principale città della regione, Batnan da-Srugh (ܒܛܢܢ ܕܣܪܘܓ, Baṭnān da-Srûḡ, oggi Tell-Batnan), latinizzata come Bathnae. La città si trovava nella regione detta Osroene al confine con la Commagene. Diede le dimissioni un anno più tardi per una ragione sconosciuta. La sua lettera del 519 a Paolo, metropolita di Edessa, e del resto le sue lettere ai monaci del convento di Mar Bassus, dimostrano che egli fu sempre di sensibilità miafisita, e che non approvava il simbolo di Calcedonia. Tuttavia sembra si fosse tenuto molto in disparte dalla controversia, pur opponendosi all'insegnamento di Teodoro di Mopsuestia, adottato come ufficiale dalla Chiesa d'Oriente. 
Morì il 29 novembre 521.

## Opere
Dalle varie biografie esistenti e dalle sue stesse opere, si desume che la sua attività letteraria fosse incessante. Secondo Bar Ebreo (Chron. Eccles. i. 191) ci volevano 70 amanuensi e un anno di lavoro per trascrivere tutti i suoi testi.
La parte principale della sua opera consiste, secondo Bar Ebreo, in una raccolta di 763 omelie in versi dodecasillabi, delle quali poco più della metà sono sopravvissute (ca. 400); 233 sono custodite nei manoscritti della Biblioteca apostolica vaticana, 140 nei manoscritti della British Library di Londra; ca. 100 nei manoscritti della Biblioteca nazionale di Francia a Parigi. Consistono in serie più o meno lunghe di stanze di quattro versi di dodici sillabe, una forma poetica che fu denominata sarugiana. In media ogni omelia comprende parecchie decine di stanze, che equivalgono a parecchie centinaia di versi. Questa opera immensa non fu realizzata da una sola persona: sempre secondo Barebreo, impiegò fino a 70 segretari che lo aiutarono perfino ad analizzare i testi biblici e le Vite dei santi per accrescere i suoi testi. Compose i primi, sul Carro di Ezechiele, a 22 anni; mentre gli ultimi, sul Golgota, rimasero incompiuti; dunque la sua produzione venne distribuita nell'arco di mezzo secolo. La Cronaca di Giosuè indica che queste poesie divennero rapidamente celebri. Utilizzati nella liturgia, sono stati forse alterati in seguito.
Cinque volumi di Homiliae selectae sono stati pubblicati da Paul Bedjan e comprendono 200 poesie; un sesto volume è stato aggiunto da Sebastian Brock in una nuova edizione più recente, arrivando ad un totale di 100.000 versi secondo l'editore. Ma una parte importante dell'opera è ancora inedita. Un gran numero di queste omelie sono consacrate alla Vergine Maria; nonostante egli non credesse nell'Immacolata Concezione.
A Giacobbe sono attribuite anche due anafore, ed un rituale del battesimo; ma la loro autenticità è dubbia, per lo meno nella forma con la quale ci sono rimaste.
La sua opera in prosa, meno importante, comprende undici omelie non in versi, che corrispondono a feste del calendario liturgico, e 43 lettere.

## Culto
Giacomo è venerato come santo non solo dalla Chiesa ortodossa siriaca, ma anche dalla Chiesa maronita, e quindi dalla Chiesa cattolica.
È venerato anche dai nestoriani. È considerato dai siri dottore (‘’mallpana’’), e soprannominato "il flauto dello Spirito Santo". È commemorato dai giacobiti e dai maroniti rispettivamente il 29 novembre e il 5 aprile, e dagli armeni il 25 settembre. Le sue reliquie sono venerate in una chiesa che porta il suo nome (chiesa di San Giacobbe di Sarug) a Diyarbakır.

Dal Martirologio romano al 29 novembre: